# Барка, Фабрицио
Фабрицио Барка (итал. Fabrizio Barca; род. 8 марта 1954, Турин) — итальянский экономист и политик, министр без портфеля по развитию территорий (2011—2013).

## Биография
Сын депутата и сенатора Лучано Барки — коммуниста, соратника Энрико Берлингуэра. Занялся политикой в лицее имени Мамиани, участвовал в студенческом движении, вступил в Итальянскую коммунистическую федерацию молодёжи. Окончил Римский университет по специальности «экономическая статистика и демография», получил степень магистра философии по экономике в Кембриджском университете, преподавал в Массачусетском технологическом институте и Стэнфордском университете, а также в итальянских — Сиенском, Боккони, Тор Вергата, Моденском и Урбинском. Возглавлял исследовательское подразделение Банка Италии, с 1998 года работал в Министерстве казны и бюджета над вопросами развития территорий, в 1999 году возглавил Комитет территориального развития ОЭСР.
С 16 ноября 2011 по 28 апреля 2013 года являлся министром без портфеля по вопросам развития территорий в правительстве Монти.
11 апреля 2013 года вступил в Демократическую партию.

## Награды
- Великий офицер ордена «За заслуги перед Итальянской Республикой» (2 июня 1999 года, награждён по инициативе аппарата правительства Италии)[4]:

## Труды
- (con Francesco Maria Frasca). Considerazioni sul calcolo del reddito d'impresa in condizioni di incertezza. — Roma: Servizio Studi della Banca d'Italia, 1983.
- (con Marco Magnani). Nuove forme dell'accumulazione nell'industria italiana. — Roma: Banca d'Italia, 1985.
- Allocazione e riallocazione della proprietà e del controllo delle imprese: ostacoli, intermediari, regole. — Roma: Banca d'Italia, 1993.
- On corporate governance in Italy: issue, facts and agenda. — Milano: Fondazione Eni Enrico Mattei, 1996.
- (con Elmar Altvater). Libero mercato e democrazia. — Roma: Fondazione internazionale Lelio Basso, 1996.
- Imprese in cerca di padrone : proprietà e controllo nel capitalismo italiano. — Roma: Laterza, 1996. — ISBN 88-420-4383-4.
- Storia del capitalismo italiano: dal dopoguerra a oggi. — Milano: CDE, 1998.
- Post-War istitutional shocks : the divergence of italian and japanese corporate governance models. — Siena: Università degli Studi di Siena, 1998.
- Il capitalismo italiano: storia di un compromesso senza riforme. — Roma: Donzelli, 1999. — ISBN 88-7989-481-1.
- (con Marco Becht). The Control of Corporate Europe. — Oxford: Oxford University Press, 2001. — ISBN 0-19-924742-0.
- Misurare per decidere: utilizzo soft e hard di indicatori nelle politiche di sviluppo regionale. — Roma: Ministero dell'economia e delle finanze, Dipartimento per le politiche di sviluppo, Unità di valutazione degli investimenti pubblici, 2004.
- Federalismo, equità, sviluppo: i risultati delle politiche pubbliche analizzati e misurati dai conti pubblici territoriali. — Bologna: Il Mulino, 2006. — ISBN 88-15-11485-8.
- Italia frenata: paradossi e lezioni della politica per lo sviluppo. — Roma: Donzelli, 2006. — ISBN 88-6036-001-3.
- (con Maurice Aymard). Conflitti, migrazioni e diritti dell'uomo: il Mezzogiorno laboratorio di un'identità mediterranea. — Soveria Mannelli: Rubbettino Editore, 2002. — ISBN 88-498-0361-3.
- La traversata. Una nuova idea di partito e di governo, Roma, Feltrinelli, 2013